# Verkligen
Verkligen (do sueco "realmente") é o segundo álbum do grupo de rock sueco Kent, lançado em 1996, exatamente um ano após o seu disco de estréia.

## Faixas
1. "Avtryck" (3:11)
2. "Kräm (Så nära får ingen gå)" (2:42)
3. "Gravitation" (3:44)
4. "Istället för ljud" (4:22)
5. "10 Minuter (För mig själv)" (3:10)
6. "En timme en minut" (8:08)
7. "Indianer" (3:47)
8. "Halka" (3:03)
9. "Thinner" (3:59)
10. "Vi kan väl vänta tills imorgon" (6:55)

## Singles
- "Kräm" (1996-fev-9)
- "Halka" (1996-abr-29)
- "Gravitation" (1996-set-23)